# Пикерсгрилл, Джек
Достопочтенный Джон Уитни Пикерсгилл PC CC (англ. John Whitney Pickersgill), более известный как Джек Пикерсгрилл (англ. Jack Pickersgill) (23 июня 1905 года, Уайкомб, графство Норфолк, Онтарио, Канада — 14 ноября 1997 года, Оттава, Канада) — канадский государственный деятель и политик. В 1953—1967 годах был депутатом Палаты общин Канады от Ньюфаундленда, также занимал ряд министерских постов в кабинетах Луи Сен-Лорана и Лестера Пирсона. После ухода из парламента работал президентом Канадской транспортной комиссии (1967—1975), работал над мемуарами и изданием дневников премьера Уильяма Лайона Макензи Кинга.

## Ранние годы жизни
Джек Пикерсгилл родился 23 июня 1905 года в городе Уайкомб, графство Норфолк, провинция Онтарио. Его родители, Фрэнк Аллан Пикерсгилл (род. 1877) и Сара Смит (род. 1878) также были уроженцами Онтарио. Джек был старшим ребёнком в семье, кроме него у Пикерсгриллов было два сына, Томас и Уолтер, и дочь Бесси. Детские годы будущего политика прошли в деревне Ашерн,
провинция Манитоба, куда его семья переехала через несколько лет после рождения Джека. В Манитобе Фрэнк Пикерсгрилл стал фермером. Там же родился третий брат Джека, Фрэнк Пикерсгрилл-младший (впоследствии — герой Второй мировой войны).
Образование Джек Пикерсгрилл получил в Манитобском (1927) и Оксфордском (1929) университетах, затем с 1929 по 1937 годы преподавал историю в виннипегском Уэсли-колледже.

## Помощник двух премьер-министров

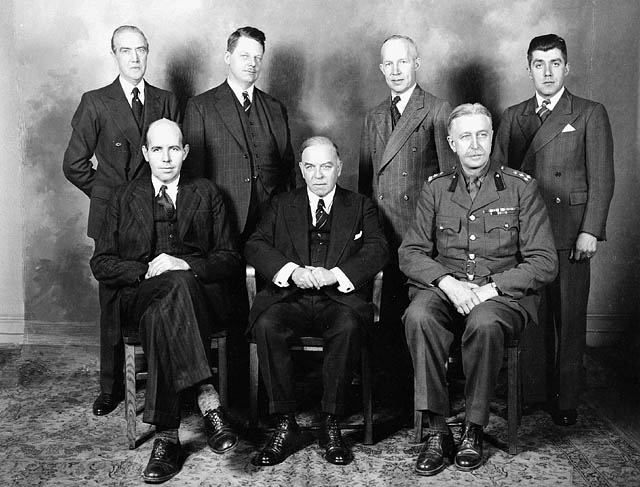
Премьер-министр Макензи Кинг во время визита в Великобританию, 1941. Пикерсгрилл — второй слева во втором ряду

В 1937 году поступил на государственную службу, сдав квалификационный экзамен на наивысший балл. Сначала работал в Министерстве иностранных дел, затем стал помощником личного секретаря премьер-министра Уильяма Лайона Макензи Кинга. В 1945 году он получил должность специальным помощника премьер-министра и руководителя его канцелярии, сохранив её и после того, как в 1948 году Макензи Кинга сменил на посту премьера Луи Сен-Лоран. В 1952 году Пикерсгрилл был назначен клерком Тайного совета Королевы для Канады — фактически главой администрации канадского правительства.
Будучи главным помощником двух премьер-министров, Макензи Кинга и Сен-Лорана, снискал непререкаемый авторитет на Парламентском холме. Все ключевые вопросы государственного управления решались через Пикерсгрилла — об этом говорит, в частности, распространённая среди канадских госслужащих 1940-х и 1950-х годов фраза «Проясни это с Джеком» (англ. Clear it with Jack).

## В парламенте и правительстве
На федеральных выборах 1953 года Пикерсгилл был впервые избран в Палату общин Канады от ньюфаундлендского избирательного округа Бонависта-Твиллингейт как кандидат от Либеральной партии Канады. Он выдвинул свою кандидатуру по неофициальной просьбе нескольких федеральных политиков. Ньюфаундленд, вошедший в состав Канады в 1949 году, долгое время был отдельным доминионом, и не все ньюфаундлендцы поддерживали пребывание этой провинции в составе Канады. Поэтому федеральное правительство нуждалось в том, чтобы в парламенте Ньюфаундленд был представлен сторонниками его сохранения в составе Канады. Пикерсгрилл успешно справился с поставленной задачей, переизбравшись в парламент от того же округа в 1957 и 1963 годах.
В 1953 году Пикерсгрилл вошёл в кабинет министров Луи Сен-Лорана в качестве государственного секретаря, в 1954 году был перемещён на пост министра по делам гражданства и иммиграции. В 1956 году на банкете, посвященном церемонии перезахоронения вождей Первых Наций (канадских индейцев), он предложил индейским вождям заняться работой по достижению большей независимости от государственной поддержки.
На федеральных выборах 1957 года Либеральная партия проиграла прогрессивным консерваторам. Пикерсгрилл, вновь избранный в Палату общин, стал основным критиком консервативного правительства Джона Дифенбейкера в парламенте. Сам Дифенбейкер платил своему оппоненту взаимностью, однако признавал его влияние, говоря, что «парламент без Пикерсгрилла — как ад без дьявола».
После выборов 1963 года либералы, возглавляемые Лестером Пирсоном, вернулись к власти. В кабинете Пирсона Пикерсгилл первоначально вновь получил должность государственного секретаря, одновременно став лидером правительства в Палате общин, затем был перемещен на пост министра транспорта. На посту министра транспорта был инициатором создания Канадской транспортной комиссии.
В 1960-е годы Королевская канадская конная полиция провело расследование причастности 68 известных политиков, в том числе и Пикерсгрилла, на предмет их возможных контактов с СССР: по его итогам связи Пикерскгрилла с советскими властями не были доказаны.
В 1967 году Пикерсгрилл ушёл из политики, не став переизбираться на очередных федеральных выборах. После ухода из парламента стал первым президентом Канадской транспортной комиссии (1967—1975). Занимался написанием мемуаров. Умер 14 ноября 1967 года в Оттаве.

## Награды
В 1970 году Джек Пикерсгрилл стал компаньоном ордена Канады — обладателем высшей степени высшей канадской государственной награды. Официально он был введён в орден в 1971 году. Позже ему, в виде исключения и в знак признания его особых заслуг, был присвоен титул «Достопочтенный» (англ. The Right Honourable). В Канаде этот титул обычно зарезервирован для членов Тайного совета (Пикерсгрилл, бывший в 1952—1954 годах клерком Тайного совета, тем не менее в совет не входил), а также генерал-губернаторов и главных судей Канады.
В 1967 году ему была присвоена степень почётного доктора Манитобского университета, а в 1982 году — такая же степень от Виннипегского университета.

## Семья
Единственной супругой Джека Пикерсгрилла была уроженка Виннипега Беатрис Лэндон Янг (1913—1938), дочь доктора медицины Фреда Армстронга Янга (1875—1964). Их свадьба состоялась 3 июля 1936 года в часовне колледжа Эммануэль в Торонто, на церемонии присутствовали только ближайшие родственники. Два года спустя Беатрис скоропостижно скончалась, похоронена на Старом Килдонанском кладбище в Виннипеге. После смерти супруги Пикерсгрилл повторно не женился.
Брат Джека, Фрэнк Пикерсгрилл-младший, с 1938 года жил в Париже, работал корреспондентом нескольких канадских газет в Европе. В 1940 году, после нападения Германии на Францию, он был интернирован немцами, содержался в лагере для интернированных. В 1942 году сбежал из лагеря. Добравшись до Лондона, добровольно вступил в Канадский разведывательный корпус. В 1943 году был заброшен в тыл врага, где установил связи с французским сопротивлением, однако год спустя был пойман немцами и расстрелян ими в концлагере Бухенвальд.